# Élections législatives indiennes de 1996
Les élections législatives indiennes de 1996 ont lieu du 27 avril au 7 mai 1996 pour élire la XIe Lok Sabha.
Le Congrès, au pouvoir sous P.V. Narasimha Rao, subit ce qui est alors la pire défaite de son histoire. Le BJP arrive en tête au sein d'un parlement minoritaire mais Atal Bihari Vajpayee, nommé Premier ministre, il ne parvient pas à réunir de majorité et démissionne après 13 jours. Le Janata Dal réunit alors une coalition sous le nom de Front uni et forme un gouvernement minoritaire avec le soutien extérieur du Congrès.